# Novate Mezzola
Novate Mezzola é uma comuna italiana da região da Lombardia, província de Sondrio, com cerca de 1.645 habitantes. Estende-se por uma área de 99 km², tendo uma densidade populacional de 17 hab/km². Faz fronteira com Cercino, Cino, Civo, Dubino, Mello, Piuro, Prata Camportaccio, Samolaco, Sorico (CO), Traona, Val Masino, Verceia, Villa di Chiavenna.

## Demografia
| Variação demográfica do município entre 1861 e 2011                               |
|                                                                                   |
| Fonte: Istituto Nazionale di Statistica (ISTAT) - Elaboração gráfica da Wikipedia |